# Đăk Tơ Pang
Đăk Tơ Pang là một xã thuộc huyện Kông Chro, tỉnh Gia Lai, Việt Nam.
Xã Đăk Tơ Pang có diện tích 78,38 km², dân số năm 1999 là 970 người, mật độ dân số đạt 12 người/km².